# Scott Lawrence
Scott Lawrence, född 27 september 1963 i Los Angeles, är en amerikansk skådespelare. För svensk TV-publik är han mest känd i rollen som kommendörkapten Sturgis Turner i TV-serien På heder och samvete.

## Filmografi i urval
- 2019 – Unbelievable (Miniserie)
- 2014 – Into the Storm
- 2013 – The Host
- 2006 – Bones, avsnitt The Man in the Morgue (TV-serie)
- 2001–2005 – På heder och samvete (TV-serie)
- 2001 – På spaning i New York, avsnitt In the Still of the Night (TV-serie)
- 2001 – Star Trek: Voyager, avsnitt The Void (TV-serie)
- 1999 – Profiler, avsnitt Burnt Offerings (TV-serie)
- 1999 – Sunset Beach, avsnitt Episode dated 2 February 1999 (TV-serie)
- 1997 – Cosby, avsnitt Dating Games (TV-serie)
- 1997 – Private Parts – Howard Sterns liv och under
- 1997 – Turbulence
- 1996 – Dribblarna
- 1996 – Lagens änglar, avsnitt Custody (TV-serie)
- 1994 – Timecop
- 1993 – Dubbelgångaren
- 1992 – Ruby
- 1990 – Pentagrammorden
- 1988 – Lagens änglar, avsnitt Chariots of Meyer (TV-serie)
- 1987 – Mord och inga visor, avsnitt Steal Me a Story (TV-serie)